# 马沙里·本·拉希德·阿法西
马沙里·本·拉希德·阿法西（阿拉伯语：‎，羅馬化：Mišāri bin Rāšid Al-Afāsī；1976年9月5日—），是一位科威特诵读者，伊玛目，传教士，伊斯兰宗教歌艺术家。 他曾就读于麦地那伊斯兰大学古兰经学院，专攻十个读法和太甫绥鲁。 他发行了伊斯兰圣歌专辑。他只用自己的声音用阿拉伯语、英语，法语，和最近日语唱歌，没有任何伴奏乐器。